# George Ashfield
George Owen Ashfield (Manchester, 7 aprile 1934 – marzo 1985) è stato un calciatore inglese, di ruolo difensore.

## Carriera
Dopo aver giocato nelle giovanili dello Stockport County dal 1951 al 1954 è stato aggregato alla prima squadra del club inglese, militante in terza divisione, senza scendere in campo in incontri di campionato; si è quindi trasferito in prima divisione all'Aston Villa, con cui dopo un'ulteriore stagione (quella del 1954-1955) senza presenze, riesce ad esordire tra i professionisti durante la stagione 1955-1956, nella quale disputa una partita di campionato. Viene impiegato con maggior frequenza durante la stagione 1956-1957, nella quale gioca 8 partite in prima divisione; rimane poi in rosa per l'intera stagione 1957-1958 e per la prima metà della stagione 1958-1959, nelle quali non scende comunque in campo in incontri ufficiali. Dopo 5 presenze in quarta divisione con la maglia del Chester nella seconda metà della stagione 1958-1959, trascorre la stagione 1959-1960 con i semiprofessionisti gallesi del Rhyl.
In carriera ha giocato complessivamente 14 partite nei campionati della Football League.

## Palmarès

### Club

#### Competizioni nazionali
- Coppa d'Inghilterra: 1

Aston Villa: 1956-1957